# Ayn Rand
Alice O'Connor (tên khai sinh là Alisa Zinovyevna Rosenbaum; 2 tháng 2 [lịch cũ 20 tháng 1], 1905 – 6 tháng 3 năm 1982), chủ yếu được biết đến với bút danh Ayn Rand (/aɪn/), là một nhà văn và triết gia người Mỹ sinh ra tại Nga. Bà được biết đến với các tác phẩm hư cấu của mình và phát triển hệ thống triết học mà bà đặt tên là Chủ nghĩa khách quan. Sinh ra và lớn lên tại Nga, mà chuyển tới Hoa Kỳ vào năm 1926. Sau hai cuốn tiểu thuyết đầu tiên không thành công và hai vở kịch Broadway, bà trở nên nổi tiếng nhờ tiểu thuyết năm 1943 Suối nguồn. Vào năm 1957, Rand cho xuất bản tác phẩm bán chạy nhất của mình, tiểu thuyết Atlas Shrugged. Sau đó, trong suốt quãng đời còn lại, bà chuyển sang dòng văn học phi hư cấu để viết về triết lý của mình, xuất bản những ấn phẩm định kỳ và một vài tuyển tập tiểu luận.
Rand cho rằng lý trí là phương tiện duy nhất để tiếp thu kiến thức; và chối bỏ đức tin và tôn giáo. Bà ủng hộ chủ nghĩa vị kỷ lý tính và đạo đức trong khi phản đối chủ nghĩa vị tha. Trong chính trị, bà lên án việc sử dụng vũ lực là vô đạo đức và phản đối chủ nghĩa tập thể, chủ nghĩa nhà nước, và chủ nghĩa vô trị. Thay vì vậy, bà ủng hộ chủ nghĩa tư bản laissez-faire, mà bà định nghĩa là hệ thống công nhận quyền cá nhân, bao gồm quyền sở hữu tư nhân. Mặc dù Rand phản đối chủ nghĩa tự do (do bà coi đây là một dạng chủ nghĩa vô trị), bà thường được gắn liền với phong trào tự do hiện đại ở Hoa Kỳ. Trong nghệ thuật, Rand đề cao chủ nghĩa hiện thực lãng mạn.
Các tác phẩm của Rand đã bán được hơn 37 triệu ấn bản. Trong đó, tác phẩm hư cấu nhận về ý kiến trái chiều. Mặc dù giới học thuật đã quan tâm nhiều hơn tới các ý tưởng của Rand kể từ khi bà qua đời, các triết gia hàn lâm nói chung là đã lờ đi hoặc bác bỏ triết lý của bà, cho rằng cách tiếp cận luận chiến và các tác phẩm của bà thiếu sự chặt chẽ. Các tác phẩm của bà cũng có ảnh hưởng tới một số người tự do cánh tả và bảo thủ.

## Tiểu sử

### Những năm đầu đời
Rand, tên khai sinh là Alisa Zinovyevna Rosenbaum, sinh ra vào ngày 2 tháng 2 năm 1905 trong một gia đình tư sản Nga gốc Do Thái tại Sankt-Peterburg. Bà là con đầu trong ba người con gái của Zinovy Zakharovich Rosenbaum, một dược sĩ, và Anna Borisovna (nhũ danh Kaplan). Sau Cách mạng Tháng Mười, đảng Bolshevik của Vladimir Lenin đã phá lên nắm quyền và ảnh hưởng đến cuộc sống của gia đình bà. Hiệu thuốc của cha bà bị quốc hữu hóa, và gia đình phải bỏ trốn tới tới Yevpatoria ở Krym, nơi vẫn còn nằm dưới sự kiểm soát của Bạch vệ trong suốt Nội chiến Nga. Sau khi tốt nghiệp trung học vào Tháng 6 năm 1921, Rand quay về với gia đình tại Petrograd (tên của Sankt-Peterburg thời đó), nơi mà cả gia đình đối mặt với nạn đói.

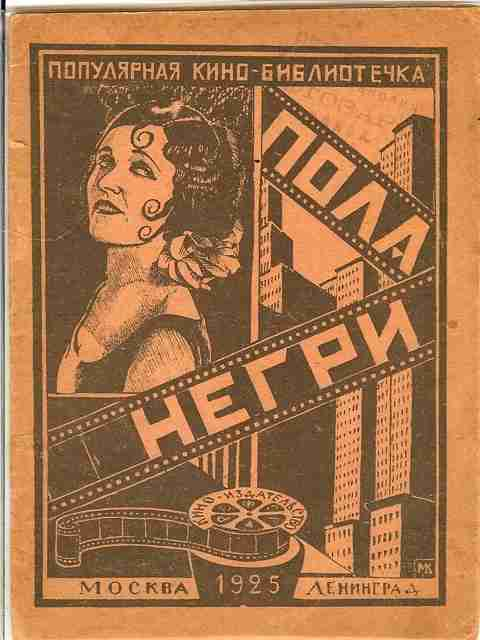
Tác phẩm được xuất bản đầu tiên của Rand là chuyên khảo tiếng Nga về nữ diễn viên Ba Lan Pola Negri.

Sau Cách mạng, các trường đại học Nga mở cửa cho phụ nữ, và Rand nằm trong nhóm nữ đầu tiên nhập học vào Đại học Tổng hợp Petrograd. Năm 16 tuổi, bà bắt theo học khoa sư phạm xã hội, chuyên ngành lịch sử. Cũng như rất nhiều sinh viên xuất thuân từ giai cấp tư sản khác, bà bị đuổi học ngay trước khi tốt nghiệp. Tuy nhiên, nhờ sự khiếu nại của các nhà khoa học nước ngoài, nhiều sinh viên bị đuổi học được phép đi học trở lại. Rand là một trong số những học sinh viên đó, và đã hoàn thành khóa học tại trường đại học, lúc đó đã đổi tên thành Đại học Tổng hợp Leningrad vào Tháng 10 năm 1924. Sau đó theo học khoảng một năm tại viện Tekhnikum ở Leningrad. Tại đây, bà đã viết một bài tiểu luận về nữ diễn viên Ba Lan Pola Negri; và đây là tác phẩm được xuất bản đầu tiên của bà. Trong thời gian này, bà quyết định đặt tên họ bút danh của mình là Rand, và lấy tên là Ayn (phát âm là /aɪn/).
Vào cuối năm 1925, Rand được cấp thị thực để thăm họ hàng ở Chicago. Bà khởi hành vào ngày 17 tháng 1 năm 1926, và đến Thành phố New York vào ngày 19 tháng 12 năm 1926. Do có ý định ở lại Hoa Kỳ và làm một nhà biên kịch, nên bà sống một vài tháng với họ hàng và học tiếng Anh trước khi rời đến Hollywood, California.
Ở Hollywood, cơ hội gặp gỡ đạo diễn nổi tiếng Cecil B. DeMille đã cho bà một vai diễn quần chúng trong bộ phim Vua của những vị vua và sau đó là công việc trợ lý biên tập. Khi đang thực hiện phim Vua của những vị vua, bà gặp một diễn viên trẻ triển vọng Frank O'Connor; cả hai kết hôn vào ngày 15 tháng 4 năm 1929. Bà trở thành thường trú nhân Hoa Kỳ vào Tháng 7 nhăm 1929 và công dân Hoa Kỳ vào ngày 3 tháng 3 năm 1931. Bà đã nhiều lần cố gắng đưa gia đình tới Hoa Kỳ, nhưng họ không được phép nhập cư.

## Tác phẩm

### Hư cấu
- Night of January 16th (Đêm ngày 16 tháng 1, 1934), kịch
- We the Living (Chúng ta những kẻ sống, 1936), tiểu thuyết
- Anthem (Bài ca tư tưởng, 1938), truyện vừa
- The Fountainhead (Suối nguồn, 1943), tiểu thuyết
- Atlas Shrugged (Atlas vươn mình, 1957), tiểu thuyết
- Ideal (Ý tưởng, 2015)

### Phi hư cấu
- For the New Intellectual (Vì giới tri thức mới, 1961), tập tiểu luận
- The Virtue of Selfishness (Đạo đức của sự ích kỷ, 1964), tập tiểu luận
- Capitalism: The Unknown Ideal (Chủ nghĩa tư bản: những ý tưởng chưa biết, 1966), tập tiểu luận
- The Romantic Manifesto (Tuyên ngôn lãng mạn, 1969), tập tiểu luận
- The New Left: The Anti-Industrial Revolution (1971), tập tiểu luận
- Introduction to Objectivist Epistemology (1979), triết luận
- Philosophy: Who Needs It (Triết học: Ai cần nó, 1982), tập tiểu luận